# Akutagawa (cràter)
Akutagawa és un cràter d'impacte de 106 km de diàmetre de Mercuri. Porta el nom de l'escriptor japonès Ryūnosuke Akutagawa, i el seu nom va ser aprovat per la Unió Astronòmica Internacional el 2015.